# Jakymowe
Jakymowe (ukr. Якимове) – wieś na Ukrainie, w obwodzie połtawskim, w rejonie myrhorodzkim, w hromadzie Wełyka Bahaczka. W 2001 liczyła 767 mieszkańców.